# LTBR
LTBR (англ. Lymphotoxin beta receptor) – білок, який кодується однойменним геном, розташованим у людей на короткому плечі 12-ї хромосоми. Довжина поліпептидного ланцюга білка становить 435 амінокислот, а молекулярна маса — 46 709.
| 10         |  | 20         |  | 30         |  | 40         |  | 50         |
| ---------- |  | ---------- |  | ---------- |  | ---------- |  | ---------- |
| MLLPWATSAP |  | GLAWGPLVLG |  | LFGLLAASQP |  | QAVPPYASEN |  | QTCRDQEKEY |
| YEPQHRICCS |  | RCPPGTYVSA |  | KCSRIRDTVC |  | ATCAENSYNE |  | HWNYLTICQL |
| CRPCDPVMGL |  | EEIAPCTSKR |  | KTQCRCQPGM |  | FCAAWALECT |  | HCELLSDCPP |
| GTEAELKDEV |  | GKGNNHCVPC |  | KAGHFQNTSS |  | PSARCQPHTR |  | CENQGLVEAA |
| PGTAQSDTTC |  | KNPLEPLPPE |  | MSGTMLMLAV |  | LLPLAFFLLL |  | ATVFSCIWKS |
| HPSLCRKLGS |  | LLKRRPQGEG |  | PNPVAGSWEP |  | PKAHPYFPDL |  | VQPLLPISGD |
| VSPVSTGLPA |  | APVLEAGVPQ |  | QQSPLDLTRE |  | PQLEPGEQSQ |  | VAHGTNGIHV |
| TGGSMTITGN |  | IYIYNGPVLG |  | GPPGPGDLPA |  | TPEPPYPIPE |  | EGDPGPPGLS |
| TPHQEDGKAW |  | HLAETEHCGA |  | TPSNRGPRNQ |  | FITHD      |  |            |

A: Аланін

C: Цистеїн

D: Аспарагінова кислота

E: Глутамінова кислота

F: Фенілаланін

G: Гліцин

H: Гістидин

I: Ізолейцин

K: Лізин

L: Лейцин

M: Метіонін

N: Аспарагін

P: Пролін

Q: Глутамін

R: Аргінін

S: Серин

T: Треонін

V: Валін

W: Триптофан

Кодований геном білок за функціями належить до рецепторів, фосфопротеїнів. 
Задіяний у таких біологічних процесах, як апоптоз, взаємодія хазяїн-вірус, альтернативний сплайсинг. 
Локалізований у мембрані.